# Euschmidtia uvarovi
Euschmidtia uvarovi är en insektsart som beskrevs av Marius Descamps 1964. Euschmidtia uvarovi ingår i släktet Euschmidtia och familjen Euschmidtiidae. Inga underarter finns listade i Catalogue of Life.